# بخش مهاجران
بخش مهاجران، یکی از بخش‌های شهرستان شازند در استان مرکزی ایران است. مرکز این بخش، شهر مهاجران است.

## تقسیمات کشوری
- بخش مهاجران
  - دهستان خسبیجان
  - دهستان مهاجران

شهر: مهاجران

## جمعیت
بر پایه سرشماری عمومی نفوس و مسکن در سال ۱۳۹۵، جمعیت بخش مهاجران برابر با ۲۳٬۵۱۳ نفر بوده است.